# Bijela (Konjic, BiH)
Bijela je naseljeno mjesto u općini Konjic, Federacija Bosne i Hercegovine, BiH.

## Povijest
Nakon mletačkog oslobađanja dijelova Boke kotorske, iz Risna, Bijele, Herceg-Novog su što progonom što samostalno iselile muslimanske obitelji. Bijelu su Osmanlije držale do 1684. godine. U konjički kraj su stigle muslimanske obitelji Ahmetagići, Alvahodžići,Babovići, Bakače ili Bakče, Balići, Bilajdanovići, Bjelalići,Čakalići, Glavovići, Hadžihasanovići, Hajdarovići, Ibrahimagići, Joksalići, Kljukunci,Leventini,Mučlići, Mušići,Parputi, Slavovići, Zulzauši. Iz Bijele su se naselili u mahali Varda kasabe Belgraddžik/Konjic, Pajići i Krnjići (kasnije Krnići, Ramići) preko Humilišana u Bijelom Polju u Gornju Bijelu.

## Stanovništvo

### Popisi 1971. – 1991.
| Bijela             |               |               |               |
| godina popisa      | 1991.         | 1981.         | 1971.         |
| Srbi               | 272 (50,65 %) | 269 (47,19 %) | 304 (48,71 %) |
| Muslimani          | 166 (30,91 %) | 172 (30,17 %) | 163 (28,59 %) |
| Hrvati             | 98 (18,24 %)  | 123 (21,57 %) | 155 (24,83 %) |
| Jugoslaveni        | 0             | 5 (0,87 %)    | 0             |
| ostali i nepoznato | 1 (0,18 %)    | 1 (0,17 %)    | 2 (0,32 %)    |
| ukupno             | 537           | 570           | 624           |

### Popis 2013.
| Bijela             |               |
| godina popisa      | 2013.         |
| Bošnjaci           | 160 (86,02 %) |
| Hrvati             | 21 (11,29 %)  |
| Srbi               | 2 (1,08 %)    |
| ostali i nepoznato | 3 (1,61 %)    |
| ukupno             | 186           |

## Vanjske poveznice
- Satelitska snimka  Arhivirana inačica izvorne stranice od 14. veljače 2021. (Wayback Machine)